# اتا (مجارستان)
آتا (به مجاری: Áta) یک استان در مجارستان است که در ناحیه پچ واقع شده‌است. اتا ۸٫۰۹ کیلومتر مربع مساحت و ۱۶۵ نفر جمعیت دارد.